# Dayang Kalangitan
Dayang Kalangitan var regerande drottning i kungariket Tondo, nuvarande Manilla på Filippinerna från 1450 till 1515. Hon är den enda kvinnliga regenten känd från Tondo och även dess sista animistiska regent. 
Kalangitan var den äldsta dottern till kung Rajah Gambang av Tondo, som låg i nuvarande Manillabukten. När hennes far 1450 avled utan en son, efterträdde hon honom som härskare. Hon gifte sig med Gat Lontok, som blev hennes medregent. Drottning Kalangitan trodde på sin egen förmåga som regent och beskrivs som en av de mer framstående av Tondos monarker. Hon etablerade ytterligare ett kungarike, Bitukang Manók, och regerade sedan över även detta. Hon arrangerade ett äktenskap mellan sin dotter, Dayang Panginoon, och prins Balagtas, son till kejsarinnan Sasaban av Namayan, för att säkra sin makt. 
Kalangitan efterträddes 1515 av sin son Salalila, som konverterade till islam och blev känd som Rajah Sulaiman I.